# Tiglinsäure
Tiglinsäure, systematisch (E)-2-Methyl-2-butensäure, ist eine ungesättigte und kurzkettige, methylverzweigte trans-Fettsäure, eine Monocarbonsäure aus der Gruppe der Alkensäuren. Die cis isomere Angelicasäure bildet sich aus der Tiglinsäure durch Erwärmen. Tiglinsäure wurde aus Crotonöl und Römisch-Kamillenöl isoliert. Weiterhin bildet sie sich durch Spaltung einiger Naturprodukte wie Saponine und Veratrin, sowie des Meteloidins, einem Alkaloid des Indischen Stechapfels (Datura metel).
Die Salze und Ester der Tiglinsäure bezeichnet man als Tiglate. Sie zählt zu den Hemiterpenen d. h. Terpene die aus nur einer Isopreneinheit aufgebaut sind.

## Geschichte
1819 isolierten Pelletier und Caventou eine kristallisierbare Säure aus den Wurzeln von Schoenocaulon officinale, einer mexikanischen Pflanze der Familie der Germergewächse (Melanthiaceae). Diese ist auch unter dem Namen Cevadill oder Sabadill bekannt, so dass die Verbindung infolgedessen cevadillische Säure bzw. sabadillische Säure genannt wurde.
Erst später wurde nachgewiesen, dass jene Säure mit der identisch ist, die 1865 von Frankland und B. F. Duppa isoliert worden ist (Methylcrotonische Säure).
1870 isolierten Geuther und Fröhlich eine Säure aus Crotonöl, die sie dann als Tiglinsäure bezeichneten (nach der lateinischen Bezeichnung des Baumes Croton tiglium, von der sie die Samen bezogen hatten). Schließlich wurde nachgewiesen, dass diese Säure mit der oben genannten identisch war und es etablierte sich der Name Tiglinsäure.

## Verwendung
Die Tiglinsäure duftet angenehm süßlich-würzig und findet daher verestert als Duftstoff Anwendung.